# バイ・キュリアス

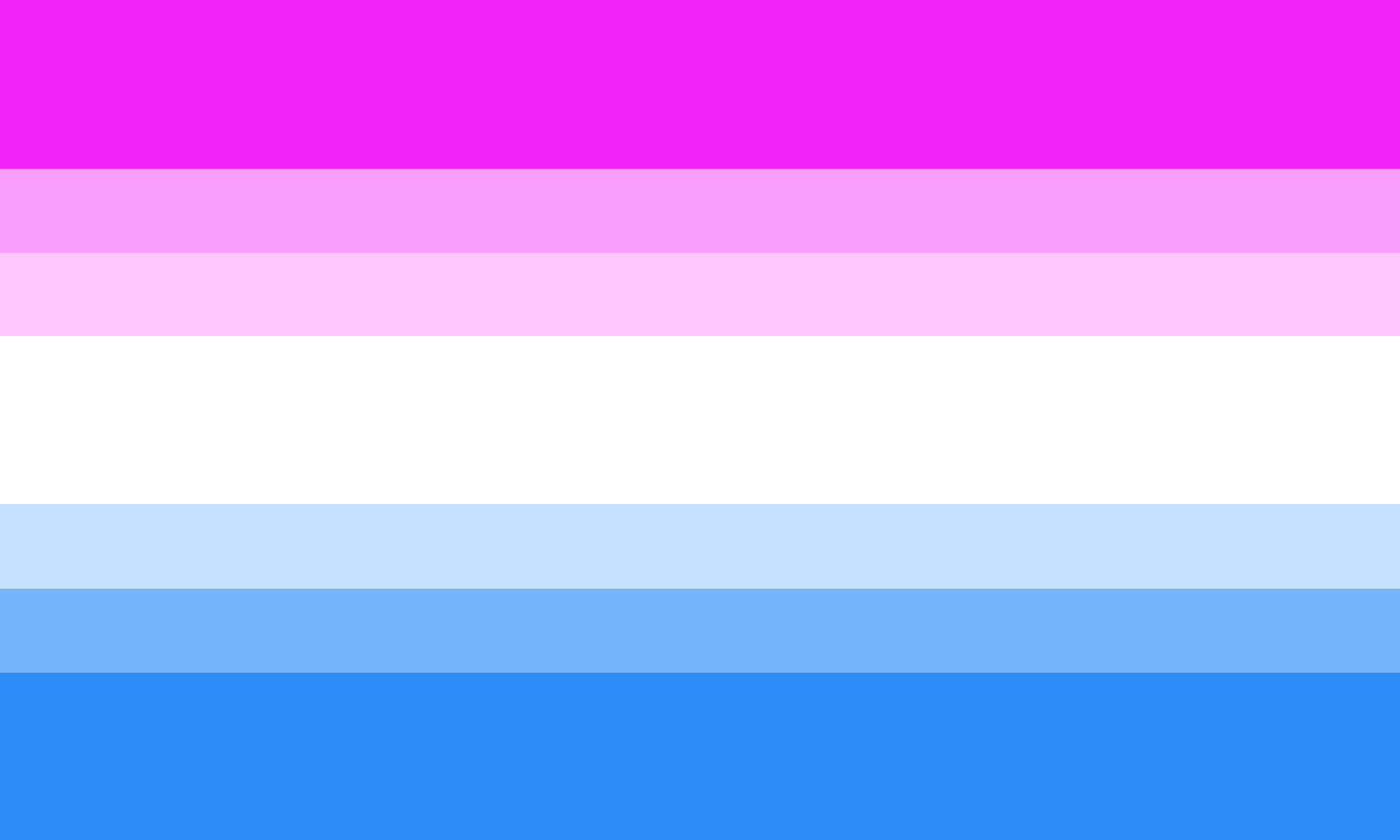
バイ・キュリアス・フラッグ

バイ・キュリアス（英: Bi-curious）とは、主として異性愛者であり、かつ当人が性的伴侶とする性別とは異った性別の人間との性行動に関心を持つ、または、抵抗がない人物を指す用語である。この用語は、その人物の性的指向が、異性愛と両性愛（バイセクシャル）の間の定義しがたい部分に存在するということを表現するためにしばしば用いられる。この曖昧な部分には、ほぼ異性愛の人間、あるいはほぼ同性愛の人間も含まれるが、いずれにおいてもその個人は両性愛を自認することなしにバイ・キュリアスを自認しうる。ヘテロ・フレキシブル（英: hetero-flexible）やホモ・フレキシブル（英: homoflexible）といった用語は、バイ・キュリアスの人々に対して主に適用される。しかし、書き手の中には、「バイ・キュリアス」という語によってほのめかされる「セクシュアリティについて経験を通じ探ってみたいという当人の願望」が、ヘテロ・フレキシブルやホモ・フレキシブルの語には含まれていないとして、それぞれ区別する者もいる。結論として、バイセクシャルとバイ・キュリアスの違いは、バイセクシャルの人々が彼ら自身の経験上両性に対して性的に惹かれることを理解している一方で、バイ・キュリアスの人々はまだ自身のセクシュアリティについて理解していない点にあるといえる。

## 語源
メリアム＝ウェブスター社の『ウェブスター辞典』によれば、この用語は1984年以降に人口に膾炙したとしているが、『The New Partridge Dictionary of Slang and Unconventional English』とオックスフォード英語辞典のレキシコは、この用語が新語としてできたのは1990年だとする。オンライン辞典、『Dictionary.com』によれば、この語が初めて使われたのは1980年から1985年の間である。